# Protektorat Zatoki Ambas
Protektorat Zatoki Ambas (ang. Ambas Bay Protectorate) – kolonia brytyjska powstała z inicjatywy Alfreda Sakera na zakupionych od plemienia Isubu ziemiach w okolicach założonej przez siebie osady Victoria, dzisiejszego Limbé. Kolonia istniała w latach 1884–1887, gdy została przekazana Niemcom i włączona do Kamerunu Niemieckiego.